# Kentrothamnus
Kentrothamnus weddellianus
Genre
Espèce
Synonymes
- Colletia foliosa Rusby
- Colletia foliosa var. microphylla Kuntze
- Discaria weddelliana (Miers) Escal.
- Kentrothamnus foliosus (Rusby) Suess. & Overkott
- Kentrothamnus penninervius Suess. & Overkott
- Trevoa weddelliana Miers

Kentrothamnus est un genre monotypique de plantes à fleurs de la famille des Rhamnacées, originaire de Bolivie et d'Argentine. La seule espèce est Kentrothamnus weddellianus. C'est une plante actinorhizienne.